# Kinwat
Kinwat es una ciudad y  municipio situada en el distrito de Nanded en el estado de Maharashtra (India). Su población es de 28454 habitantes (2011). Se encuentra a orillas del río Penganga, a 119 km de Nanded Waghala.

## Demografía
Según el censo de 2011 la población de Kinwat era de 28454 habitantes, de los cuales 14481 eran hombres y 13973 eran mujeres. Kinwat tiene una tasa media de alfabetización del 81,95%, inferior a la media estatal del 82,34%: la alfabetización masculina es del 87,81%, y la alfabetización femenina del 75,95%.